# Нічні яструби
Нічні яструби (англ. Nighthawks) — американський бойовик 1981 року.

## Сюжет
Двоє нью-йоркських поліцейських Дік ДаСільва і Метью Фокс переводяться в елітний антитерористичний підрозділ, що полює за нахабним і сміливим терористом Вулфгаром. З'явилася інформація, що він приїхав з Європи до США, щоб зробити декілька терористичних актів.

## У ролях
- Сильвестр Сталлоне — детектив сержант Дік ДаСільва
- Біллі Ді Вільямс — детектив сержант Метью Фокс
- Рутгер Гауер — Рейнхардт Геймар Вулфгар
- Найджел Девенпорт — Пітер Гартман
- Ліндсі Вагнер — Ірен
- Джо Спінелл — лейтенант Мунафо
- Персіс Гамбатта — Шакка Голланд
- Гіларі Томпсон — Пем
- Волтер Метьюз — комісар
- Е. Брайан Дін — сержант
- Джим Бівер — пасажир метро